# Hieronim Śmietanka
Hieronim Śmietanka herbu Korczak (zm. 7 października 1659 roku) – podsędek ziemski krakowski od 1658 roku, podstarości krakowski w 1654 roku, burgrabia krakowski w latach 1649–1651 i w 1659 roku, sędzia grodzki krakowski w 1648 roku.
Poseł sejmiku proszowickiego na sejm 1649/1650 roku, sejm 1650 roku, sejm nadzwyczajny 1652 roku, sejm 1653 roku, sejm zwyczajny 1654 roku, sejm nadzwyczajny 1654 roku, sejm 1658 roku.